# EPrix de Hong Kong
O ePrix de Hong Kong é uma corrida anual do campeonato de motor elétrico e monolugar Fórmula E, realizada no Circuito Harbourfront Central de Hong Kong, em Hong Kong. A pista foi apontada como um local potencial para a corrida inaugural da série. Foi disputado pela primeira vez na temporada de 2016-17 como o primeiro grande evento internacional de automobilismo em Hong Kong.
Na temporada 2018-19, o ePrix de Hong Kong 2019 foi a 50ª corrida da Fórmula E desde seu início em 2014. Era amplamente esperado que fosse a primeira corrida molhada na história da Fórmula E. Os pilotos testaram os níveis de aderência em as sessões de treino em pista totalmente molhada, mas não houve. O ePrix estava programado para estar no calendário de 2019-20, mas foi substituído devido aos protestos pró-democracia no país.

## Circuito
A pista de 10 curvas e 1,86 km, localizado na área de Harbourfront Central, é um dos favoritos do calendário da Fórmula E. Fazendo uso das estradas existentes, todos os carros de corrida e pilotos passam por marcos históricos, incluindo o Centro Financeiro Internacional, a Roda de Observação  e a Prefeitura de Hong Kong.
Grandes porções da pista cobertas por sinais de trânsito podem tornar a corrida extremamente inesperada em condições de chuva forte, de acordo com alguns pilotos.
Há asfalto diferente e as marcações pintadas nas estradas ao redor do circuito tornarão algumas partes da pista muito escorregadias e, especialmente em uma seção de curvatura adversa, ela será traiçoeira. Ainda assim, a drenagem é facilitada pela presença de blocos de concreto com furos. 

## Resultados
| Ano            | Pista                                      | Vencedor                       | Segundo                                 | Terceiro                                 | Pole                               | Volta mais rápida                               |
| -------------- | ------------------------------------------ | ------------------------------ | --------------------------------------- | ---------------------------------------- | ---------------------------------- | ----------------------------------------------- |
| 2016           | Circuito Central Harbourfront de Hong Kong | Sébastien Buemi e.dams-Renault | Lucas di Grassi Audi-ABT Schaeffler     | Nick Heidfeld Mahindra                   | Nelson Piquet Jr. NextEV NIO       | Felix Rosenqvist Mahindra                       |
| 2017 Corrida 1 | Circuito Central Harbourfront de Hong Kong | Sam Bird Virgin-DS             | Jean-Éric Vergne Techeetah-Renault      | Nick Heidfeld Mahindra                   | Jean-Éric Vergne Techeetah-Renault | ligação=\|borda Jérôme d'Ambrosio Dragon-Penske |
| 2017 Corrida 2 | Circuito Central Harbourfront de Hong Kong | Felix Rosenqvist Mahindra      | ligação=\|borda Edoardo Mortara Venturi | Mitch Evans Jaguar                       | Felix Rosenqvist Mahindra          | Lucas di Grassi Audi-ABT Schaeffler             |
| 2019           | Circuito Central Harbourfront de Hong Kong | Edoardo Mortara Venturi        | Lucas di Grassi Audi-ABT Schaeffler     | ligação=\|borda Robin Frijns Virgin-Audi | Stoffel Vandoorne HWA-Venturi      | ligação=\|borda André Lotterer Techeetah-DS     |

## Controvérsias
Com mais de 350 arranha-céus na costa de Hong Kong, foi alegado que vários pilotos encontraram problemas de comunicação de rádio devido aos edifícios bloqueando o sinal, o que os forçou a recalcular sua gestão de energia sem ajuda.